# 甲府信用金庫
甲府信用金庫（こうふしんようきんこ、英語：Kofu Shinkin Bank）は、山梨県甲府市に本店を置く信用金庫である。
一時期、山梨信用金庫と合併する計画があった。

## 沿革
- 1918年（大正7年）‐ 産業組合法により甲府信用組合として設立
- 1951年（昭和26年）‐ 信用金庫に改組し、甲府信用金庫に改称
- 1968年（昭和43年）‐ 本店を甲府市丸の内2丁目17番6号に移転
- 2015年（平成27年）‐ 9月24日より本店をかつて山梨県立図書館があった場所（甲府市丸の内2丁目33番1号）へ移転[1]
- 2022年（令和4年）- 3月14日より磁気の影響を受けにくい新しい通帳（Hi-Co通帳）を取扱開始した(Hi-Co通帳に対応していない信用金庫ATMではHi-Co通帳は使えない。)[2]。

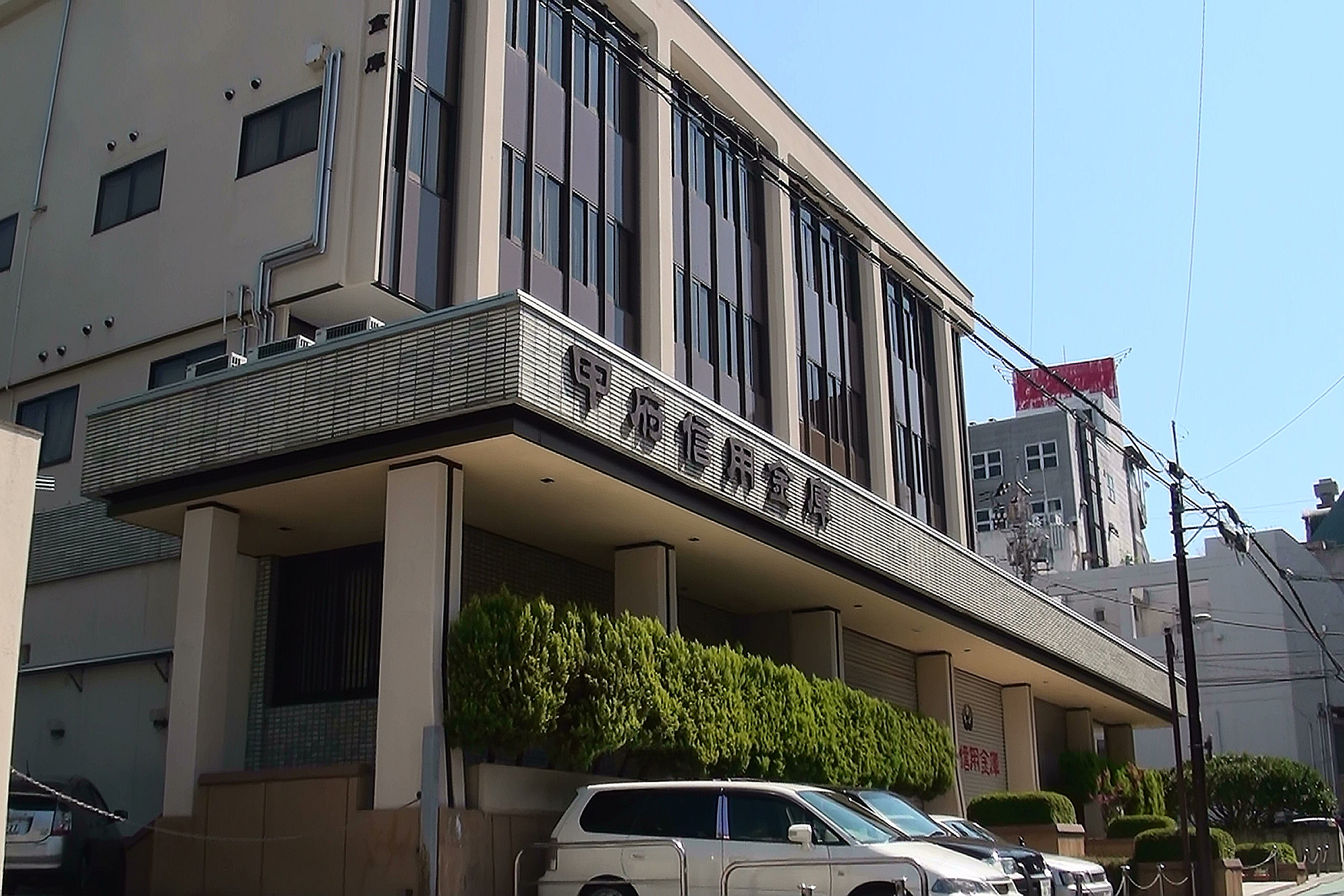
旧本店

## 営業地域

### 店舗設置
甲府市、甲斐市、中央市、南アルプス市、韮崎市、北杜市、笛吹市、山梨市、甲州市

### ATM設置
昭和町、富士川町